# 동문
동문(同門) 또는 동창생(同窓生)은 같은 학교를 다니거나 같은 스승에게서 공부한 사람 또는 그런 관계를 뜻한다. 유의어로 학우가 있다.

## 같이 보기
- 분류:학교 동문